# Sara Aagesen
Sara Aagesen Muñoz (ur. 1976 w Madrycie) – hiszpańska inżynier i urzędniczka państwowa, od 2024 trzeci wicepremier oraz minister ds. ekologii i demografii.

## Życiorys
Ukończyła inżynierię chemiczną na Uniwersytecie Complutense w Madrycie, specjalizowała się w kwestiach dotyczących środowiska. W 2002 została urzędniczką w OECC, hiszpańskim biurze do spraw zmian klimatu. Była m.in. hiszpańską negocjatorką do spraw ramowej konwencji Narodów Zjednoczonych w sprawie zmian klimatu, uczestniczyła też w pracach Międzyrządowego Zespołu ds. Zmian Klimatu. W 2018 powołana na doradcę ministra do spraw ekologii.
W 2020 objęła stanowisko sekretarza stanu w resorcie do spraw ekologii i demografii, powierzono jej odpowiedzialność za kwestie dotyczące energii. W listopadzie 2024 dołączyła do trzeciego rządu Pedra Sáncheza, zastępując w nim Teresę Riberę na stanowiskach trzeciego wicepremiera oraz ministra do spraw ekologii i demografii.